# Нідерланди
Нідерла́нди (нід. Nederland — Нижні Землі, [ˈneːdərlɑnt] ( прослухати)), іноді Голландія — установча країна в Західній Європі на березі Північного моря, яка є найбільшою з чотирьох країн, що входять до складу Королівства Нідерландів (нід. Koninkrijk der Nederlanden). Складається з 12 провінцій, які межують із Німеччиною на сході та Бельгією на півдні. Омивається Північним морем на північному заході, і розділяє морський кордон із Великою Британією. Офіційна мова — нідерландська, з англійською та пап'яменто у статусі офіційних на Карибських Нідерландах, а також західнофризькою у Фрисландії. Нижньонімецький діалект та лімбурзька визнані регіональними мовами (вживані відповідно на сході та південному сході).
Чотири найбільші міста Нідерландів — Амстердам, Роттердам, Гаага та Утрехт. Амстердам — найпопулярніше місто та номінальна столиця країни, а Гаага приймає парламент, Кабінет Міністрів і Верховний суд. Порт Роттердам — це найзавантаженіший морський порт Європи, і найзавантаженіший порт за межами Азії. Аеропорт Амстердама Схіпгол — найзайнятіший аеропорт у Нідерландах і третій за зайнятістю в Європі. Країна є членом-засновником ЄС, Єврозони, G10, НАТО, ОЕСР та СОТ, а також є частиною Шенгенської зони та тристороннього Союзу Бенілюксу. Країна приймає низку міжурядових організацій та міжнародних судів, багато з яких знаходяться в Гаазі, яка, отже через це називається «світовою юридичною столицею».
Назва Нідерланди буквально означає «нижні країни», що є посиланням на її низькі висоти та рівнинний рельєф: лише 50 % її суші розташовані вище 1 метра над рівнем моря, а майже 17 % — нижче рівня моря. Більшість районів нижче рівня моря, відомі як польдери, є результатом утворення земель, яке почалася в XVI столітті. Країну часто неофіційно називають Голландією за назвою однієї з семи провінцій, які спочатку входили до Республіки Об'єднаних провінцій Нідерландів у XVI столітті.
Нідерланди є парламентською конституційною монархією з унітарною структурою з 1848 року. Країна має довгу традицію піларизації та тривалу історію соціальної толерантності, узаконивши аборти, проституцію та евтаназію людини, а також підтримуючи ліберальну політику щодо наркотиків. Нідерланди скасували смертну кару в цивільному праві у 1870 році. Щоправда, вона залишилась у Законі війни та військовому праві, а також було тимчасово відновлено після Другої світової війни судом, який мав справу з військовими злочинцями. Смертну кару пізніше було повністю вилучено з Конституції у 1983 році. Нідерланди дозволили жіноче виборче право у 1919 році, перш ніж стати першою в світі країною, яка узаконила одностатеві шлюби у 2001 році. Розвинена економіка країни зі змішаним ринком мала тринадцятий найвищий дохід на душу населення у світі. Нідерланди посідають одні з найвищих сходинок у світі у міжнародних рейтингах свободи преси, економічної свободи, людського розвитку та якості життя, а також щастя. Станом на 2019 рік, Нідерланди мали одинадцяту за розміром економіку, виміряну у ВВП на душу населення. У 2019 році країна посіла десяте місце в індексі людського розвитку.

## Етимологія
До 2020 року країна використовувала також назву Голландія, але відтоді припинила її використання. З 1 січня 2020 року офіційні установи, компанії, друковані видання та ЗВО Нідерландів стали позначати свою країну тільки під назвою «Нідерланди», відмовившись від назви «Голландія» (Міністерство закордонних справ Нідерландів пояснило, що це зроблено з метою формування уніфікованого національного бренду).
Назва «Нідерланди» в перекладі означає «нижні землі», проте перекладати його буквально неправильно, оскільки з історичних причин цим терміном заведено називати територію, приблизно відповідну сучасним Нідерландам, Бельгії та Люксембургу (Бенілюкс). Наприкінці епохи Середньовіччя область, розташована в низинах річок Рейн, Маас, Шельда, уздовж узбережжя Північного моря стала іменуватися «Приморськими низинними землями» або «Нижніми Землями» (нід. de Lage Landen bij de zee, de Nederlanden). Перша офіційна згадка про вживання назви «Нідерланди» датується XIV—XV століттями.

## Географія

Муніципалітети Нідерландів у Карибському морі

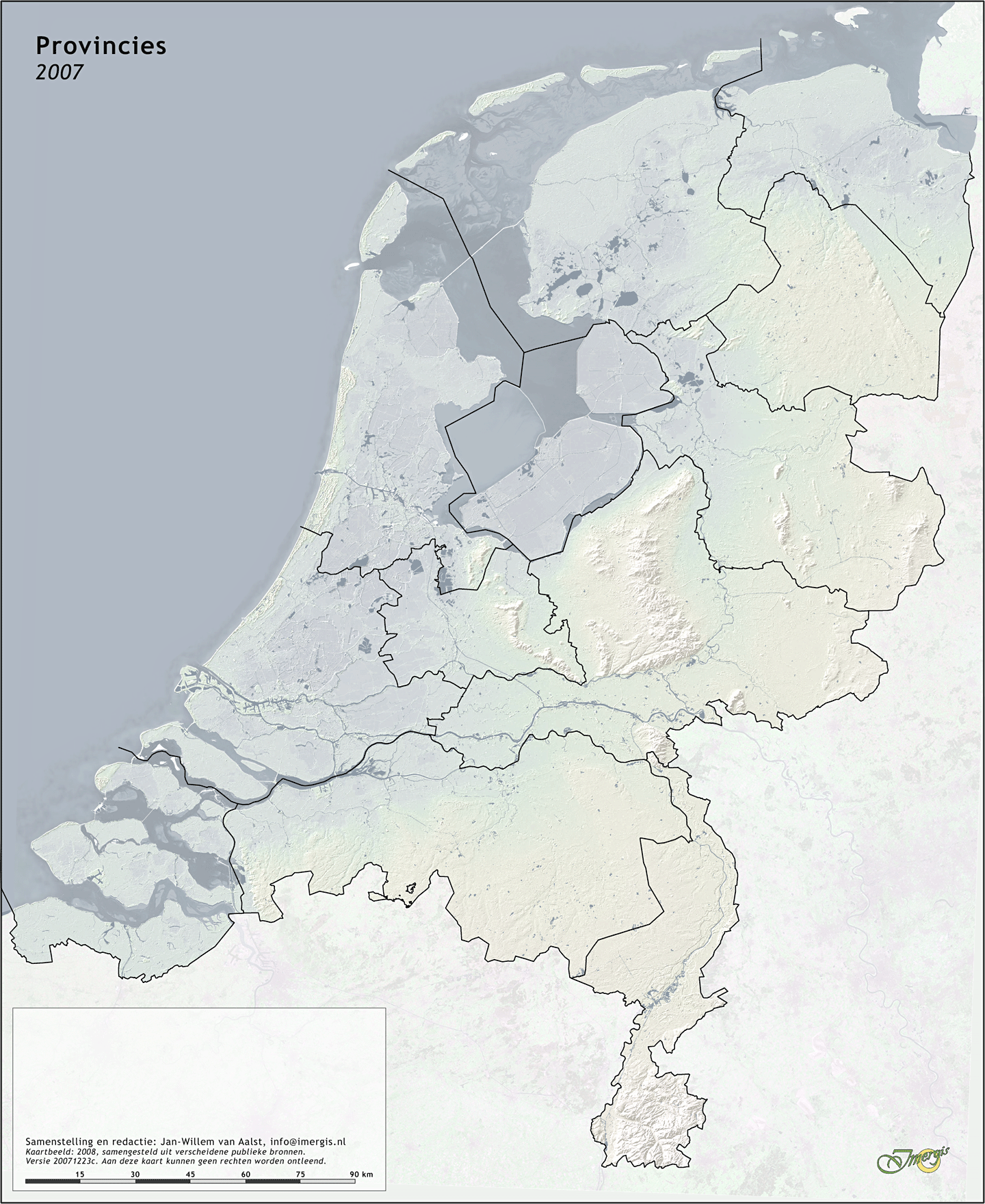
Рельєфна мапа Нідерландів

### Географічне розташування
Нідерланди розташовані в західній частині Середньоєвропейської рівнини. З півночі та заходу країна омивається водами Північного моря. Уздовж берегів тягнуться піщані дюни, вати, марші та розташовані польдери (осушені людиною морські території). Унікальність Нідерландів полягає в тому, що досить велику частину території країни було отримано шляхом осушення. Приблизно 50 % території, на якій проживає 60 % населення, лежить нижче рівня моря, а ще третина має висоту всього до 1 м. Сама назва країни в перекладі означає низинні землі, що й пояснюється розташуванням країни в пласких низовинах дельт річок.
Загальна довжина кордонів становить 1027 км, з них: кордон із Німеччиною — 577 км, з Бельгією — 450 км. На заході та півночі омивається водами Північного моря, берегова лінія має довжину 451 км. Загальна площа території країни становить 41 543 км², з них суходіл займає 33 893 км², внутрішні води — 7650 км².
Крайні точки:
- північна — острів Роттюмерплат 53°33′21″ пн. ш. 06°28′35″ сх. д.H G O
- південна — місто Зіппенакен 50°45′01″ пн. ш. 05°54′55″ сх. д.H G O
- західна — місто Сінт-Анна-тер-Мейден 51°18′54″ пн. ш. 03°21′30″ сх. д.H G O
- східна — місто Нівесханс 53°10′49″ пн. ш. 07°13′39″ сх. д.H G O

### Рельєф
За рельєфом країна поділяється на 2 частини. На півночі та заході знаходяться низько лежачі землі, більша частина яких розташовані в дельті річок Рейн, Маас та Шельда. Вздовж берега моря тягнеться смуга піщаних дюн шириною до 405 м та висотою до 60 м, які разом з системою гребель, дамб та шлюзів захищають низинні родючі землі (марші) від затоплення.
Південна та східна частина країни лежить вище рівня моря. На сході переважають горбисті ландшафти, а південний район займають піщано-глинисті рівнини, які переходять у горбисто-лесові ландшафти передгірної частини Арденн. У найпівденнішій частині Лімбургу місцевість підвищується до 300—320 м. Тут, на вапняковому плато, яке розчленоване річковими долинами, знаходиться і найвища точка Нідерландів — гора Валсерберг заввишки 321 м. На схід від маршів розташовані горбисті ділянки рівнини (гести), складені льодовиковими відкладами. На південний схід від озера Ейсселмер зберігся моренний рельєф — гряди висотою до 106 м.

### Геологія
На півночі Нідерландів переважають сучасні та плейстоценові піщано-глинисті морські та річкові відклади. Зі сходу розташовані льодовикові та флювіогляціальні відклади. Дельти річок складені річковими відкладами, а землі південної провінції Лімбург складаються переважно з вапняків, мергелів та крейди пізнього мезозою, палеогену та неогену. Від Рейнських Сланцевих гір через територію колишньої затоки Зейдерзе в північно-західному напрямку тягнеться Центральнонідерландський вал осадових порід. В інших місцях прошарки залягають спокійно.
Країна має досить значні запаси природного газу та нафти, родовища яких розташовані в областях відносних западин на захід та схід від озера Ейсселмер, а також на шельфі Північного моря. Також є запаси кам'яного та бурого вугілля на півдні Лімбургу, торфу, кухонної солі та каоліну.

### Гідрографія
На території Нідерландів розташовані гирла великих європейських річок: Рейн, Маас та Шельда. Вони утворюють спільну величезну дельту. Річки повноводні протягом року, їхні русла спрямлені та з'єднані каналами, а стік зарегульований. Наноси приводять до того, що русла річок повільно піднімаються над навколишніми низовинами, через що більшість річок обнесені захисними валами. Рукава та естуарії річок, а також озера, з'єднані між собою численними каналами, найбільші серед яких: Корбулона, Гент-Терньозен, Амстердам-Рейн, Нордзее-канал та Юліана-канал.
Між Західно-Фризькими островами та континентальною частиною Нідерландів розташована затока Ваддензе, яка є частиною Північного моря і має невеликі глибини. У країні розташовано досить багато озер. У південно-західній частині знаходиться озеро Гревелінген. У Фрисландії є група озер, які розташовані нижче рівня моря. До неї входять Флюссен, Слотермер, Тьокемер, Снекермер. На півночі країни розташоване озеро Лауверсзе, яке раніше було затокою моря.

### Осушення моря

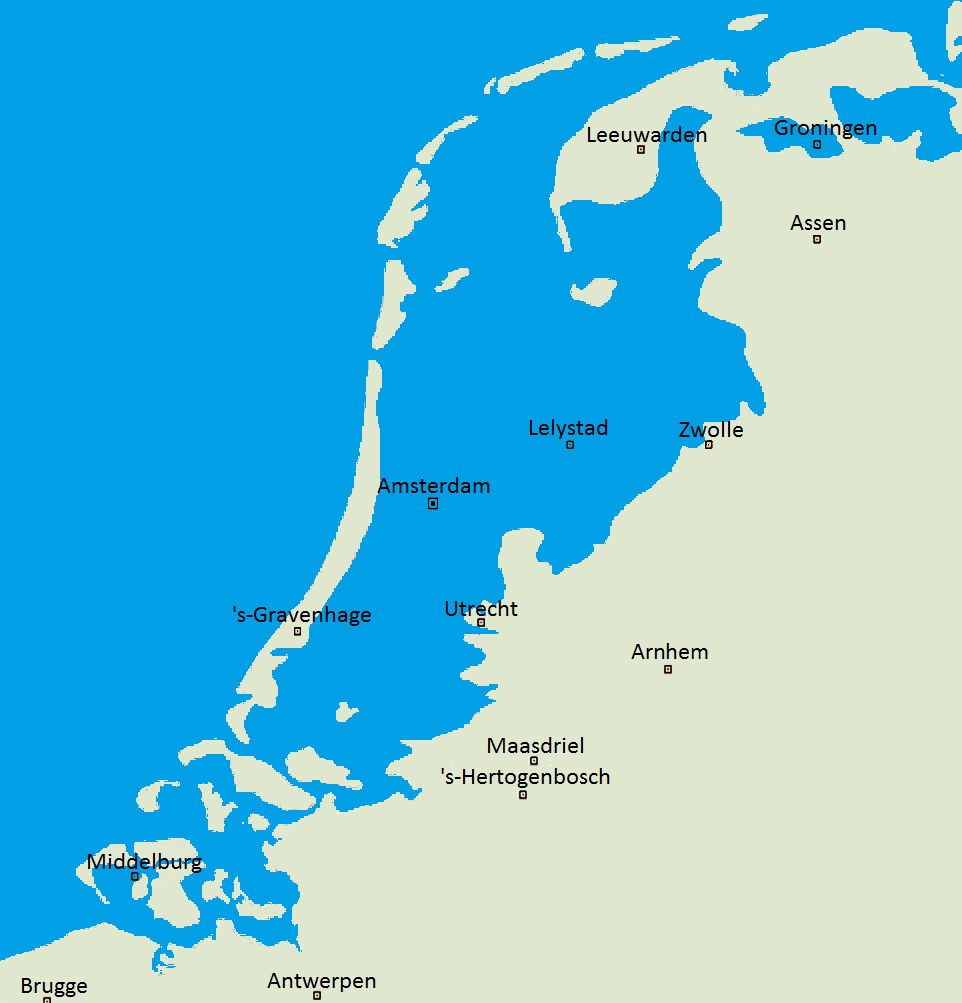
«Якби не було дамб та піщаних дюн»

На початку XXI століття нижче за рівень моря було розташовано понад 50 % території країни, включаючи майже всі західні землі. Більшу їх частину нідерландці почали відвойовувати у моря ще у XIII столітті і зуміли перетворити на продуктивні орні угіддя. Ділянки боліт і мілководь були обгороджені греблями, вода викачувалася спочатку за допомогою енергії вітряків, а пізніше паровими і електричними насосами. Повідь у день Святої Люсії 1287 року призвела до утворення затоки Зьойдерзе, яка після будівництва греблі Афсльойтдейк перетворилась на прісноводне озеро Ейсселмер. Рівні великих річок країни в їх нижніх течіях нерідко розташовані вище навколишніх межиріччів, складених пухкими осадовими породами, і природним захистом від повеней є берегові вали, які зміцнюють греблями. З 1927 року в Нідерландах почалося здійснення великого гідротехнічного проєкту з осушення затоки Зьойдерзе. До 1932 року було завершене будівництво основної греблі довжиною 29 км. Так був створений перший польдер Вірінгермер на північному заході, потім Уркерланд на північному сході. Таким же чином були осушені території східного і південного Флеволанду. Наприкінці 1980-х років завершилося створення Маркерварду. На них в 1985 році утворили провінцію Флеволанд. Зі східного та південного боків залишили протоку, яка являє собою низку з'єднаних між собою озер. У 1975 році була збудована дамба Гавтрибдейк, яка відокремила від озера Ейсселмер південно-західну частину — озеро Маркермер. Після повного закінчення проєкту у моря буде відвойовано понад 60 % початкової площі затоки.
Ще один проєкт під назвою «Дельта», закінчений у 1986 році, призначався головним чином для захисту зовнішніх частин дельти Рейна і Мааса з численними островами від повеней. Сьогодні в Нідерландах розглядається проєкт будівництва гребель між Фризькими островами, які обрамовують північне узбережжя країни. Так, планується осушити мілководну затоку Ваддензе, що тягнеться між островами і материком. У 1990-х роках стратегія гідротехнічних і меліоративних робіт, що налічували тисячолітню історію, неабияк змінилася. Тепер планується перетворити близько 240 тис. га, або приблизно 1/10 всіх сільськогосподарських угідь країни, в ліси, луки і озера з метою охорони навколишнього середовища.

### Клімат
Клімат у Нідерландах морський, помірно-теплий. Пересічні температури січня становлять +1…+3 °C, липня — +16…+17 °C. Сонячних днів мало, погода мінлива, часто виникають сильні тумани. При потраплянні холодного повітря зі сходу нижня течія річки Рейн та озеро Ейсселмер замерзають. Опадів випадає 650—750 мм за рік, в основному у вигляді дощу. Снігопади дуже рідкісні.

### Ґрунти

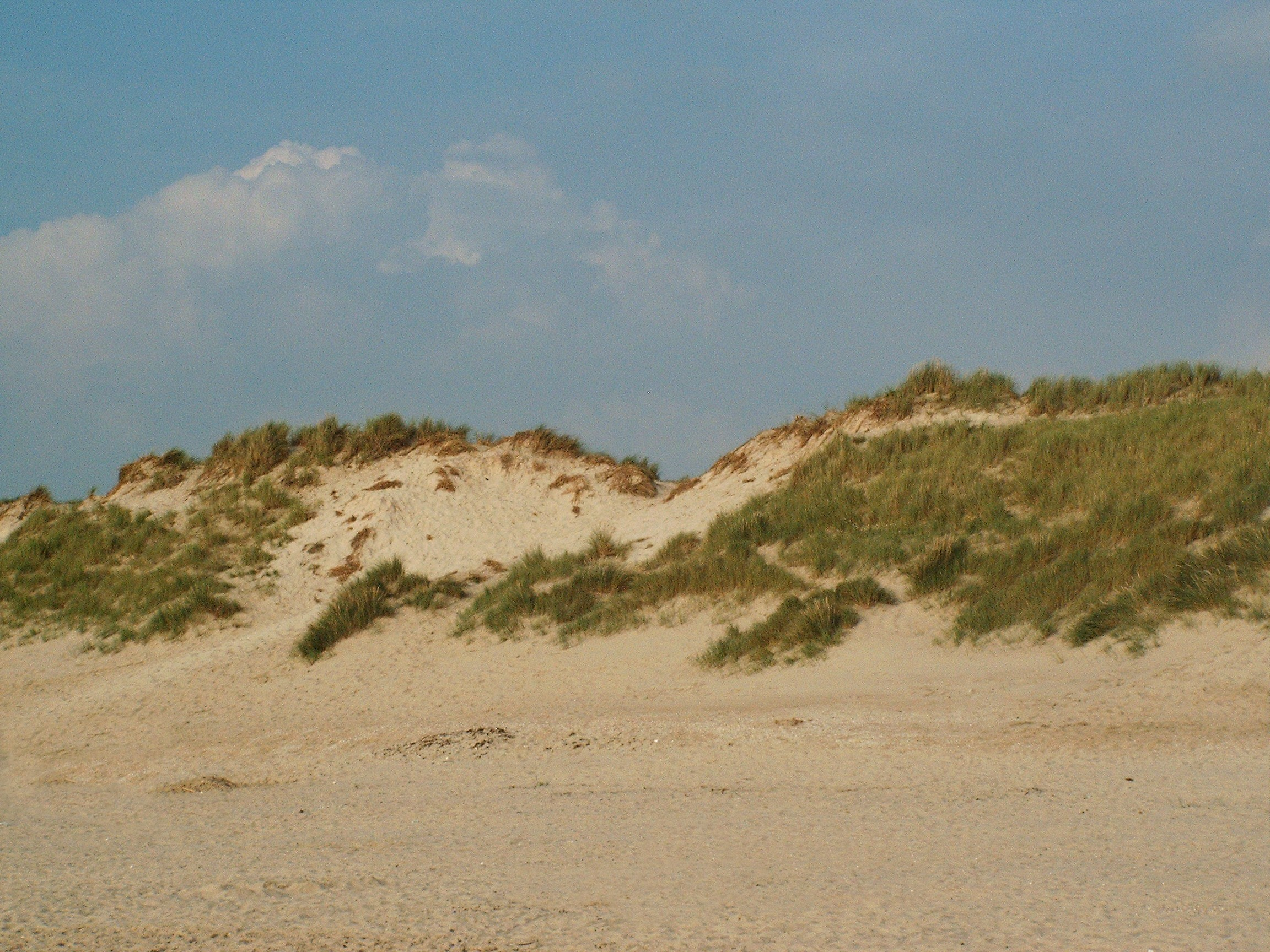
Піщані прибережні захисні дюни

На території Нідерландів переважають підзолисті ґрунти, в прибережних районах розвинені родючі мулисті ґрунти маршів, а по долинах річок — алювіально-лучні. Дерново-підзолисті ґрунти та торфові болота поширені на півночі та сході країни, а в районі південного Лімбургу зберігся лес еолового походження.

### Рослинність
Високий ступінь засоленості території та її залюдненості призвело до знищення лісів. Ліси та чагарники, а це переважно посадки сосни та тополі на дюнах, займають 7—8 % площі. Понад 40 % території країни займають землі під пасовища, 35 % — рілля, теплиці та сади, більш як 10 % — забудови та дороги. Ліси представлені головним чином окремими гаями та парками, також багато декоративної зелені. Основні породи дерев — дуб, бук, граб, ясен, тис, по берегах річок зростають верби. На дюнах поширені сосни та обліпиха звичайна, піщані райони зайняті вересовими пустками та чагарниками.

### Тваринний світ
Через велику густоту населення тваринний світ країни дуже бідний. Серед ссавців збереглись олені, борсуки та лисиці, на дюнах водяться дикі кролі. Країна лежить на шляху щорічної міграції численних птахів (гуси, казарки, чайки та кулики, всього 180 видів). У дельтах Рейну, Маасу та Шельди організовані охоронні місця та зимовники. Північне море багате на промислову рибу: оселедець, тріска, макрель тощо.

### Охорона природи
У Нідерландах налічується 20 національних парків, а також декілька заповідників, загальна площа яких становить 127 тис. га. З цієї території більшу частину займають мілководдя, на яких здійснюється охорона мідієвих банок та місць проживання тюленів. Найбільший національний парк країни розташований у колишньому естуарії Східної Шельди й має площу в 37 тис. га.

## Державний устрій

### Адміністративний поділ
Королівство Нідерландів складається з 12 провінцій:
| Прапор | Провінція          | Площа, км² | Населення, тис. осіб (2018) | Столиця     |
| ------ | ------------------ | ---------- | --------------------------- | ----------- |
|        | Гелдерланд         | 4975       | 2 060 103                   | Арнем       |
|        | Гронінген          | 2336       | 582 944                     | Гронінген   |
|        | Дренте             | 2642       | 492 100                     | Ассен       |
|        | Зеландія           | 1788       | 382 304                     | Мідделбург  |
|        | Лімбург            | 2153       | 1 117 198                   | Маастрихт   |
|        | Оверейсел          | 3327       | 1 151 501                   | Зволле      |
|        | Південна Голландія | 2818       | 3 681 044                   | Гаага       |
|        | Північна Голландія | 2670       | 2 831 182                   | Гарлем      |
|        | Північний Брабант  | 4919       | 2 528 286                   | Гертогенбос |
|        | Утрехт             | 1386       | 1 295 484                   | Утрехт      |
|        | Флеволанд          | 1419       | 411 670                     | Лелістад    |
|        | Фрисландія         | 3349       | 647 268                     | Леуварден   |

Адміністративний поділ Нідерландів

До Королівства ще входять спеціальні муніципалітети Бонайре, Саба та Сінт-Естатіус у Карибському морі. За конституцією головне місто країни — Амстердам, проте парламент, уряд країни та посольства містяться в Гаазі.

### Політична структура

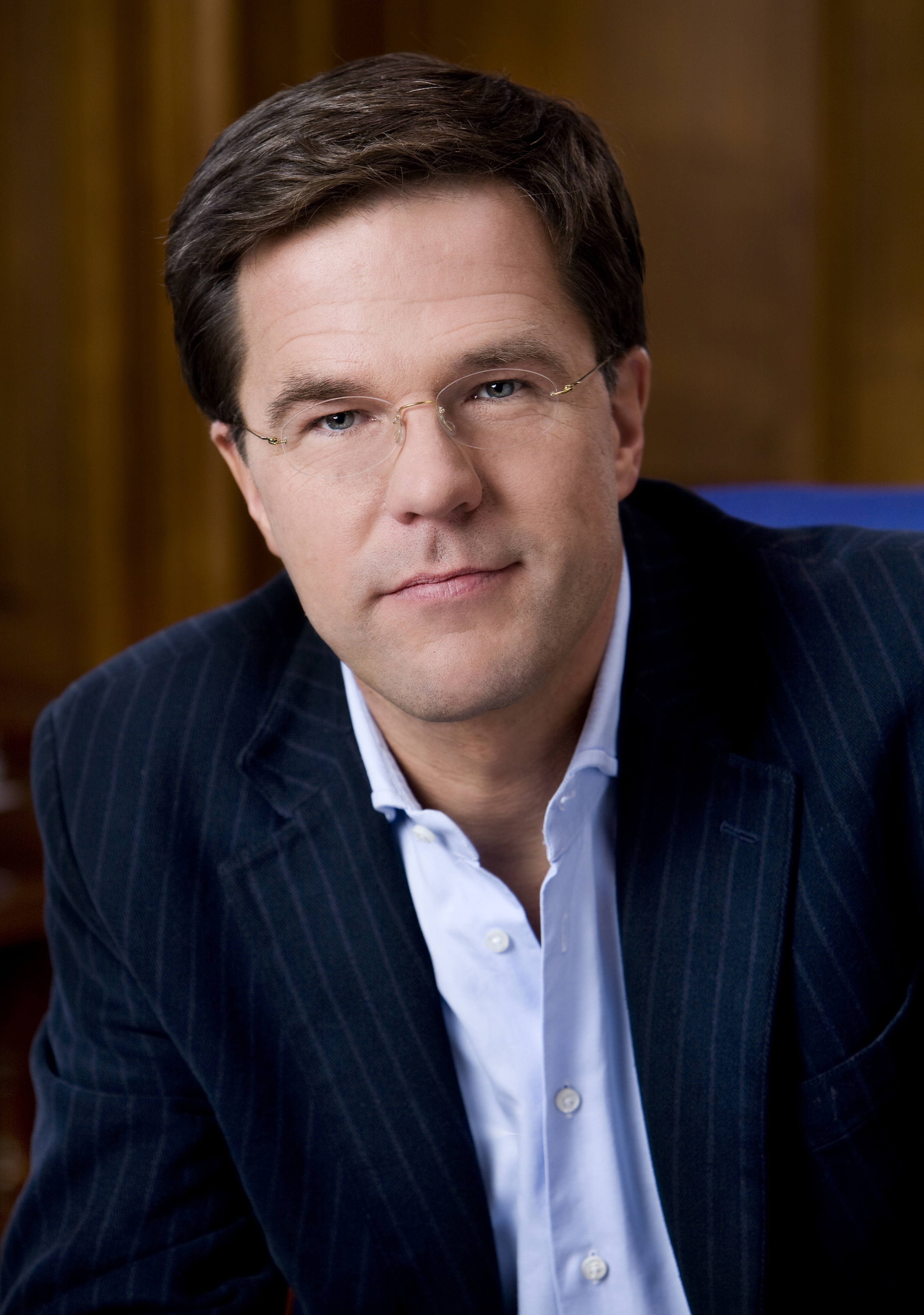
Прем'єр-міністр Марк Рютте (2010—2024)

Нідерланди — це Конституційна монархія. Перша конституція Нідерландів була прийнята 1815 року і наділяла основною владою в країні монарха, але давала й законодавчі повноваження двопалатному парламенту (Генеральним штатам). Сучасну конституцію країни було прийнято в 1848 році з ініціативи короля Віллема II і відомого ліберала Йогана Рудольфа Торбеке. Цю конституцію можна вважати «мирною революцією», тому що вона різко обмежила владу короля і передала виконавчу владу кабінету міністрів. Парламент відтоді обирався на прямих виборах і отримав великий вплив на рішення уряду. Таким чином, Нідерланди стали однією з перших країн у Європі, що зробили перехід від абсолютної монархії до конституційної і парламентської демократії.
У 1917 році зміна в конституції дала виборчі права всім чоловікам, що досягли 23 років, у 1919 році право голосу отримали всі жінки. З 1971 року право голосу мають всі громадяни, що досягли 18 років. Найбільший перегляд конституції стався в 1983 році. Відтоді населенню гарантувалися не лише політичні, але і соціальні права: захист від дискримінації (на підставі релігії, політичних переконань, раси, статі тощо), заборона на смертну кару і право на прожитковий мінімум. Уряд отримав обов'язок захищати населення від безробіття і охороняти довкілля. Декілька змін у конституції після 1983 року скасували строкову службу в армії і дозволили використовувати збройні сили для миротворчих операцій за кордоном.
Монарх Нідерландів офіційно є голова держави. З 1980 року королевою була Беатрикс Вільгельміна Армгард із старовинної оранської династії. Монарх нерідко відрікається від престолу на користь спадкоємця після досягнення літнього віку. На практиці монарх майже не втручається в політичне життя, обмежуючись офіційними церемоніями, але в той же час має певний вплив на формування нового уряду після парламентських виборів і на призначення королівських комісарів у провінціях. 28 січня 2013 року королева Беатрікс (1938 року народження) сповістила по національному телебаченню, що зречеться престолу 30 квітня 2013 року на користь старшого сина, спадкоємця престолу Віллема-Олександра, принца Оранського. 30 квітня 2013 року принц Оранський вступив на престол і став королем
Законодавчою владою володіють Генеральні штати (парламент) і меншою мірою уряд. Парламент складається з двох палат: перша (75 місць) і друга (150 місць). Друга палата, що володіє основною владою, обирається загальним прямим голосуванням на 4 роки за пропорційною виборчою системою, причому для здобуття місць у палаті партія має набрати принаймні 1/150 від числа поданих голосів (це один із найменших у світі прохідних бар'єрів); останні вибори відбулися 9 червня 2010 року. Перша палата обирається непрямим чином провінційними парламентами. Її функції зводяться до ратифікації законопроєктів, вже розроблених і прийнятих другою палатою. Основними політичними партіями Нідерландів є Народна партія за свободу і демократію (31 місце в другій палаті парламенту із 150), Партія праці (30 місць), Партія Свободи (24 місця), Християнсько-демократичний заклик (21 місце), Соціалістична партія (15 місць) і Демократи 66 (10 місць).
Виконавча влада зосереджена в руках кабінету міністрів (уряд). Уряд зобов'язаний погоджувати основні рішення з парламентом, і тому формується на основі парламентської більшості. Жодна партія в недавній історії Нідерландів не мала більшості в парламенті, тому уряди завжди мали коаліційний характер. Прем'єр-міністром з 22 липня 2002 року був лідер Християнсько-демократичного заклику Ян-Петер Балкененде. 22 лютого 2007 року він сформував свій четвертий кабінет міністрів: коаліцію Християнсько-демократичного заклику, Партії праці і малої партії Християнський союз (6 місць у парламенті). Заступниками Балкененде в уряді були лідер Партії праці Вавтер Бос і лідер Християнського союзу Андре Раввут. На парламентських виборах 2010 року перемогу здобула Народна партія за свободу і демократію. Прем'єр-міністром став Марк Рютте.

## Історія

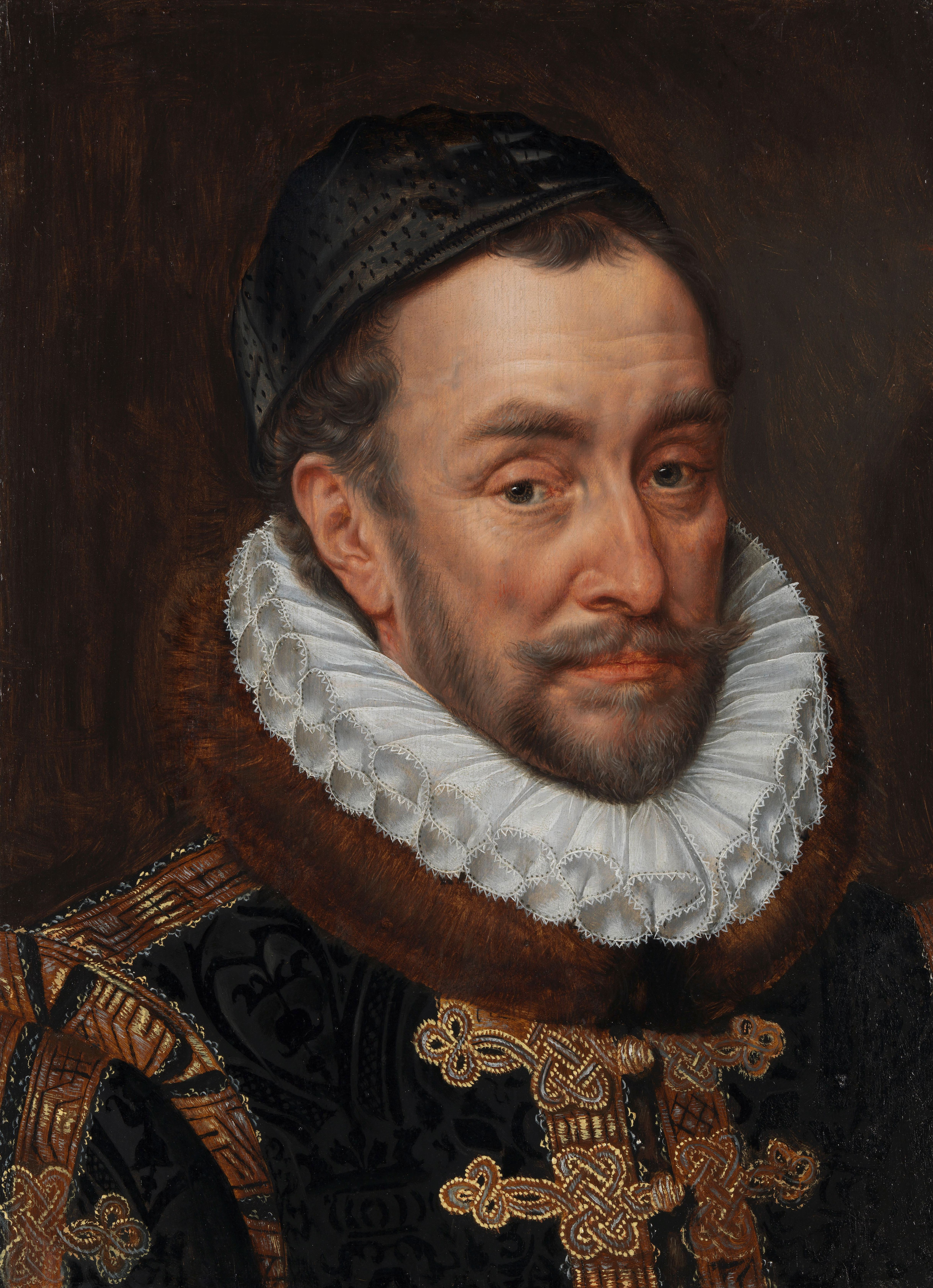
Вільгельм I Оранський, засновник Нідерландів

Територія Нідерландів була заселена ще з останнього льодовикового періоду, коли на її території була тундра з бідною рослинністю. Найстарішим слідам людської діяльності нараховується приблизно 100 тисяч років. Перші жителі були мисливці та збирачі. У кінці льодовикового періоду територія була заселена різноманітними палеолітичними групами. Близько 10 тисяч років тому на території країни проживали мезолітичні племена, а в останні декілька тисячоліть настала залізна доба з відносно високим рівнем життя.
Під час приходу в ці краї римлян, Нідерланди були заселені германськими племенами. Це були тубанти, канінефати та фризи, які оселились тут близько 600 років до н. е. Кельтські племена, як-от ебурони та менапії, заселили південь країни. На початку римської колонізації в країну також прибули німецькі племена батави та токсандри. У період Римської імперії південна частина сучасних Нідерландів була окупована римлянами й стала частиною провінції Белгіка, а пізніше — провінцією Нижня Германія.
Територія Нідерландів знаходиться на невеликій висоті над рівнем моря і впродовж середньовіччя морські шторми та повені з регулярною частотою спричинювали величезні матеріальні збитки та навіть змінювали місцевий ландшафт. Наприклад, в середині XII — наприкінці XIII ст. процеси ерозії прибережної смуги та катастрофічні повідь Всіх святих 1170 року та повідь Святої Люсії 1287 року зруйнували сухопутний бар'єр між Північним морем та внутрішніми озерами, внаслідок чого прісноводне озеро Флево на 700 років перетворилося на солоний морський лиман Зейдерзее. І лише в XX столітті з винайденням нових інженерних технологій країна відвоювала у моря велику кількість нових територій у ході однойменного проєкту Зейдерзе, перетворивши морську затоку на прісноводне озеро Ейсселмер.

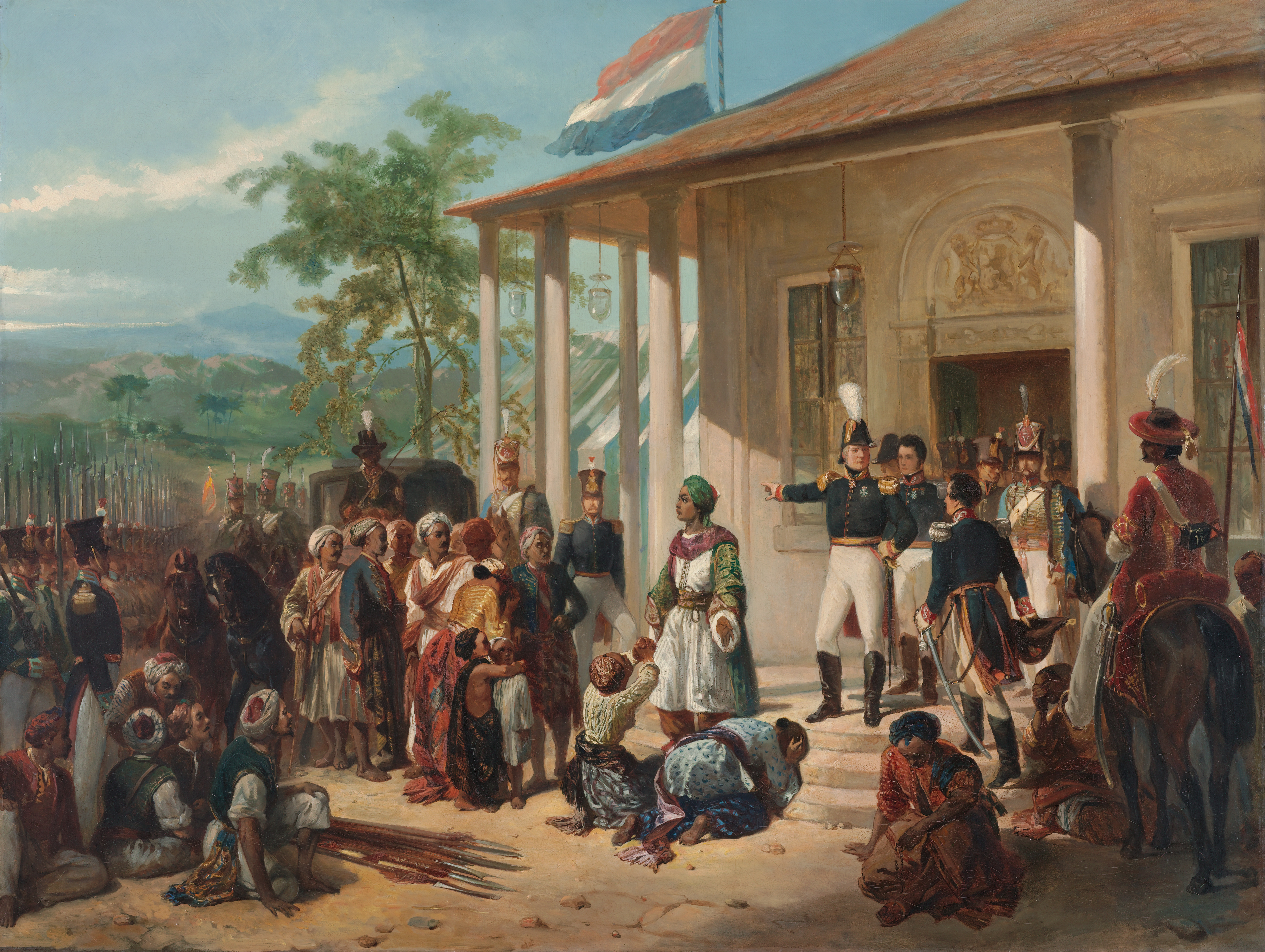
Колоніальна Яванська війна, 1830

У середньовіччя, Нижні країни, які приблизно включають сучасні Бельгію та Нідерланди, включали в себе різні графства, герцогства та єпархії, що входили до складу Священної Римської імперії. Вони були об'єднані в одну державу під владою Габсбургів в XVI столітті. Після поширення кальвінізму настала Контрреформація, що привела до розпаду країни. Намагання іспанського короля Філіпа II централізувати державу призвели до повстання проти іспанського панування під керівництвом Вільгельма I Оранського. 26 липня 1581 року була проголошена незалежність країни, офіційно визнана іншими державами тільки після Вісімдесятилітньої війни 1568—1648 років. У роки війни за незалежність почалася Золота доба Нідерландів, період економічного та культурного процвітання, яке продовжувалось все XVII століття.

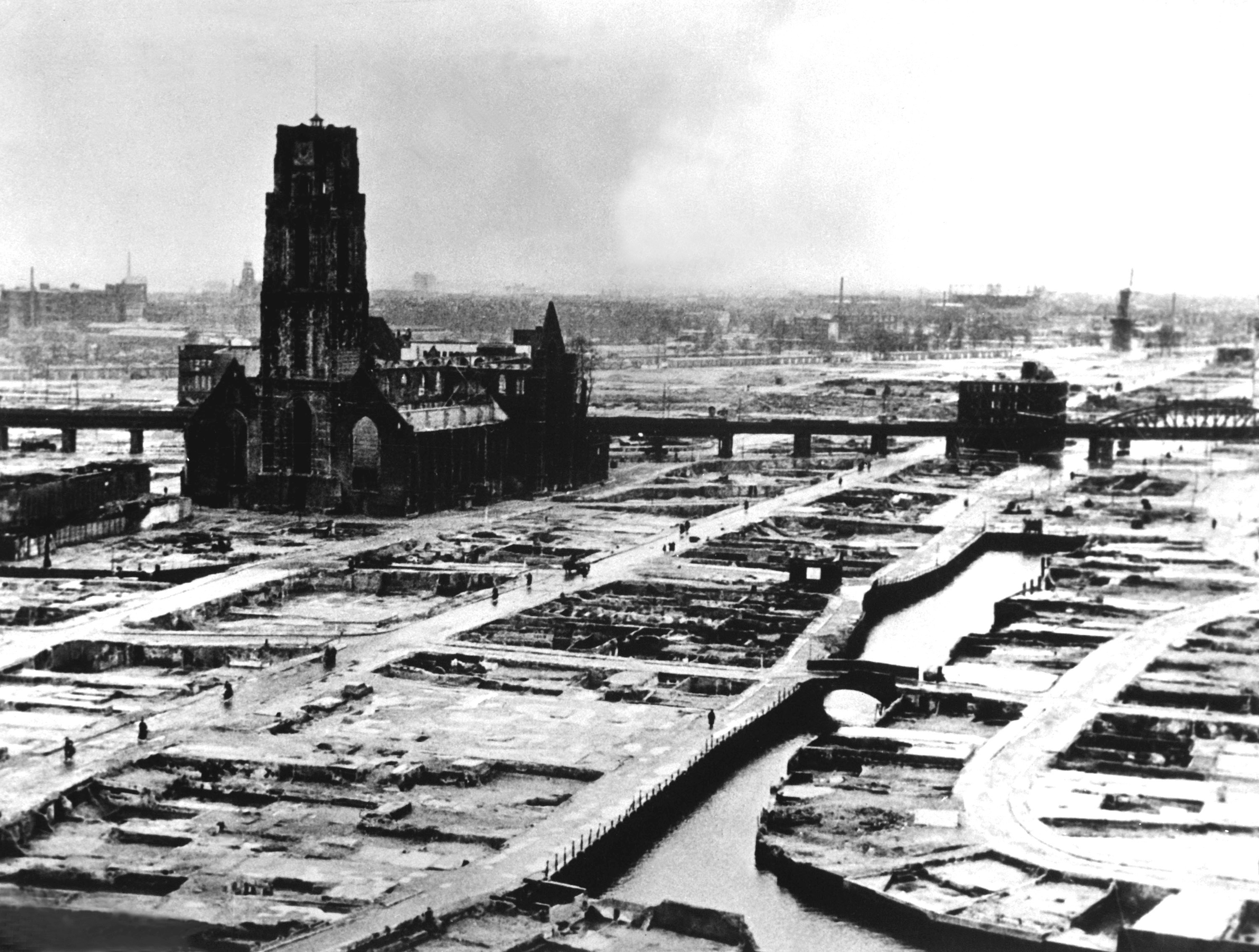
Бомбардування Роттердама

Після припинення французької окупації на початку XIX століття, Нідерланди перетворились на монархію під владою Оранської династії. У 1830 році Бельгія остаточно відділилась від Нідерландів й стала самостійним королівством. Люксембург набув незалежності в 1890 році. Під тиском ліберальних політиків країна в 1848 році була перетворена в парламентську демократію з конституційним монархом. Такий політичний устрій зберігся і досі, з невеликою перервою під час німецької нацистської окупації.
У ході Першої світової війни Нідерланди зберігали нейтралітет.
Під час Другої світової війни Нідерланди протягом 5 років були окуповані Німеччиною. Під час німецького вторгнення Роттердам зазнав бомбардування, був майже повністю зруйнований центр міста. В роки окупації жертвами голокосту стало близько 50 тисяч нідерландських євреїв. Після війни почалось швидке відновлення країни, чому допомагав план Маршалла, організований США. Завдяки цьому Нідерландам швидко вдалось стати сучасною індустріальною державою. Державну незалежність набули й колишні колонії — Індонезія та Суринам. У результаті масової імміграції з Індонезії, Туреччини, Марокко, Суринама та Нідерландських Антильських островів країна стала «плавильним котлом» культур з великою часткою мусульман серед населення.
25 березня 1957 року Нідерланди стали одними із засновників Європейського Союзу. У 1960—1970-ті роки пройшли великі соціальні та культурні зміни, населення отримало широкі соціальні права, пільгові виплати стали одними з найбільших у світі. У червні 2005 року на референдумі по Євроконституції більше половини нідерландців проголосували проти її прийняття. Таким чином держава стала другою, що відкинула проєкт єдиної Конституції ЄС після Франції.

## Населення

### Демографія

Динаміка зміни чисельності населення

Населення Нідерландів на липень 2009 року склало 16 715 999 осіб, через що країна займає 60 місце у світі, після Камеруну (18,9 млн осіб) та попереду Чилі (16,6 млн осіб). Природний приріст населення додатній і становить 0,4 %.
Більшість населення Нідерландів складають нідерландці — 80,7 %, європейці — 5 %, індонезійці — 2,4 %, турки — 2,2 %, марокканці — 2 %, суринамці — 2 %, антильці — 0,8 % та інші народи — 4,8 % (2008).
Статева структура: діти до 14 років становлять 17,4 %, пенсіонери за 65 років — 14,9 %, середнього ж віку становлять 67,7 %. Тому середній вік нідерландців становить 40,4 роки, хоча у жінок він дещо менший — 39,6 років, у чоловіків відповідно більший — 41,2 роки.
Щодо мов, то держава має дві офіційні мови — нідерландську та західнофризьку (західнофризька мова править за одну з двох офіційних мов тільки в провінції Фрисландія).

### Найбільші міста

Густота населення Нідерландів за регіонами

У таблиці подано дані про найбільші міста, населення яких становить понад 100 тисяч осіб:
| Герб | Місто       | Провінція          | Населення, осіб (2009) |
| ---- | ----------- | ------------------ | ---------------------- |
|      | Амстердам   | Північна Голландія | 755605                 |
|      | Роттердам   | Південна Голландія | 587134                 |
|      | Гаага       | Південна Голландія | 481864                 |
|      | Утрехт      | Утрехт             | 299891                 |
|      | Ейндговен   | Північний Брабант  | 212269                 |
|      | Тілбург     | Північний Брабант  | 203464                 |
|      | Алмере      | Флеволанд          | 185746                 |
|      | Гронінген   | Гронінген          | 184227                 |
|      | Бреда       | Північний Брабант  | 171916                 |
|      | Неймеген    | Гелдерланд         | 161817                 |
|      | Енсхеде     | Оверейсел          | 156071                 |
|      | Апелдорн    | Гелдерланд         | 155332                 |
|      | Гарлем      | Північна Голландія | 148191                 |
|      | Арнем       | Гелдерланд         | 145574                 |
|      | Занстад     | Північна Голландія | 144055                 |
|      | Амерсфорт   | Утрехт             | 143212                 |
|      | Гофддорп    | Північна Голландія | 142042                 |
|      | Гертогенбос | Північний Брабант  | 137775                 |
|      | Зутермер    | Південна Голландія | 120881                 |
|      | Дордрехт    | Південна Голландія | 118408                 |
|      | Маастрихт   | Лімбург            | 118286                 |
|      | Зволле      | Оверейсел          | 117703                 |
|      | Лейден      | Південна Голландія | 116787                 |
|      | Еммен       | Дренте             | 109441                 |
|      | Еде         | Гелдерланд         | 107623                 |

## Релігія
| Католики (27,0%) Протестанти (16,6%) Мусульмани (5,7%) | Індуїсти (1,3%) Буддисти (1,0%) Невіруючі (48,4%) |

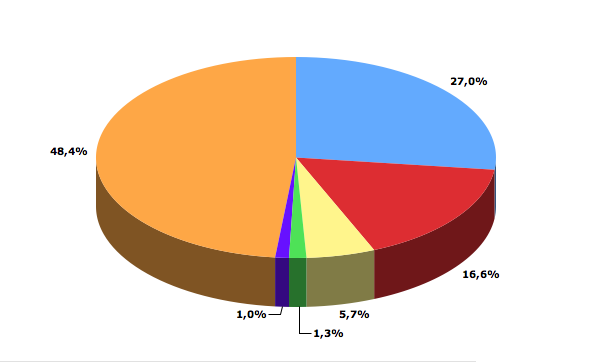
Релігійний склад населення Нідерландів (2006 рік)

Історично в Нідерландах переважає християнство. Християнська місіонерська діяльність на території сучасних Нідерландів почалася в кінці VII — початку VIII століття і до початку IX століття Голландія була повністю християнізована, Утрехтська кафедра в цей же період піднялася до статусу провідної в країні.
Реформація мала в Нідерландах значні наслідки — значна частина нідерландців, особливо на півночі країни, прийняла кальвінізм. Здобуття незалежності від Іспанії було значною мірою вмотивовано релігійними мотивами, в результаті, в Республіці Об'єднаних провінцій кальвінізм став державною релігією, тоді як католицька церква зазнавала гонінь. 1848 року Нідерланди прийняли нову Конституцію, що гарантує свободу діяльності будь-яких релігійних організацій.
Окрім християн, в Нідерландах досить значна кількість мусульман, головним чином з-поміж емігрантів, з давніх часів існує в Нідерландах єврейська спільнота. Сучасні Нідерланди за релігійними поглядами населення розподіляється таким чином: римо-католики — 30 %, протестанти — 20 % (з них нідерландські реформісти — 11 %, кальвіністи — 6 %, інші протестанти — 3 %), мусульмани — 5,8 %, іншого віросповідання — 2,2 %, атеїстів — 42 % (2006).

## Економіка

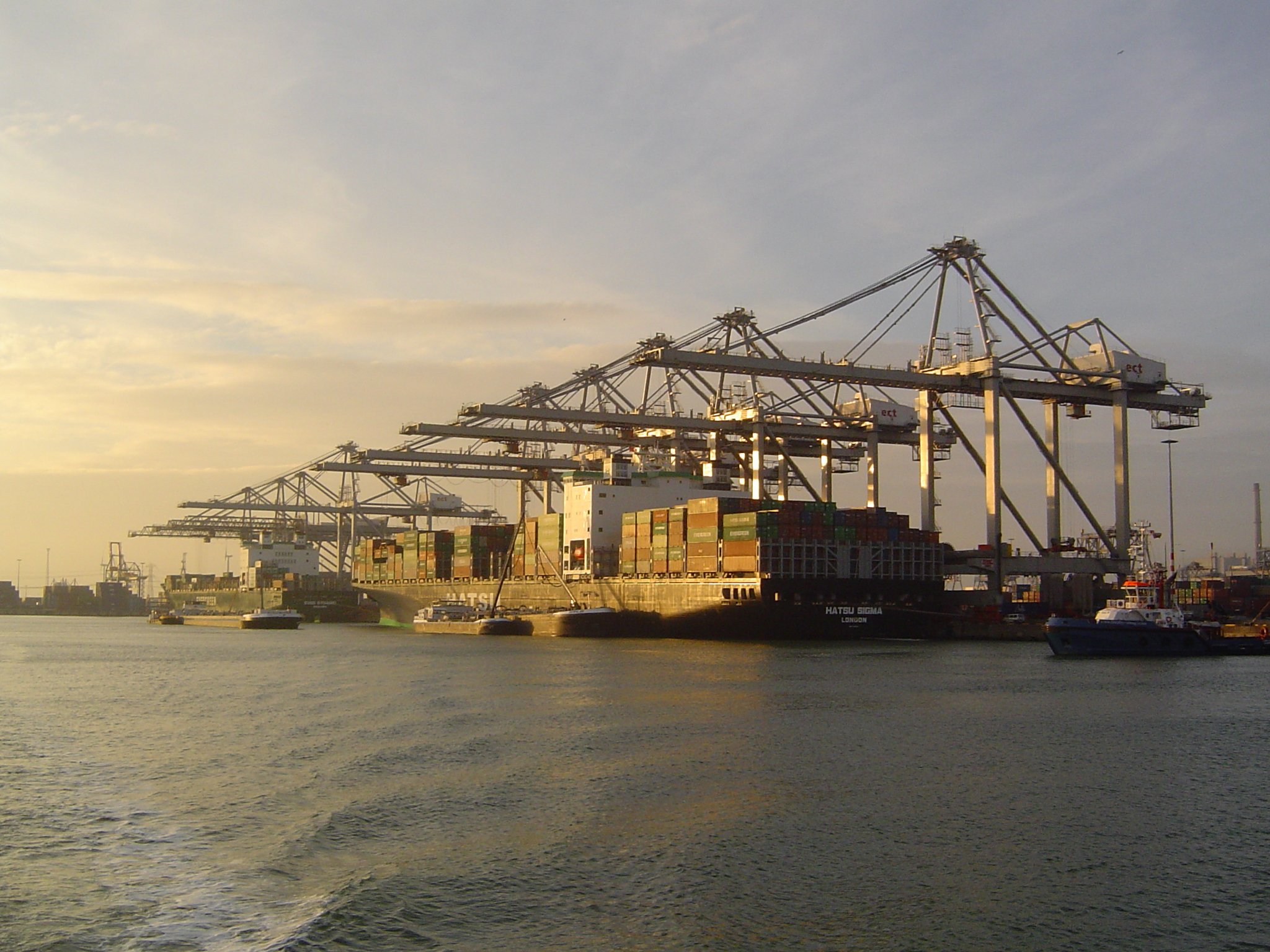
Порт Роттердама

Нідерланди — високорозвинена індустріальна країна з інтенсивним високопродуктивним сільським господарством. Основні галузі економіки: агроіндустрія, машино- і суднобудівна, авто- та літакобудівна, електротехнічна та радіоелектронна, нафтова та нафтохімічна, чорна та кольорова металургія, легка промисловість, алмазообробна. Транспорт — залізничний, автомобільний, морський, повітряний. Головний морський порт — Роттердам та Амстердам. Міжнародне летовище знаходиться в Амстердамі.
За інформацією Index of Economic Freedom, The Heritage Foundation, U.S.A. 2001:
- ВВП — $ 442 млрд.
- Темп зростання ВВП — 3,8 %.
- ВВП на душу населення — $ 28 154.
- Прямі закордонні інвестиції — $ 6 млрд.
- Імпорт (нафта, продовольчі товари, зерно, корм, транспортне обладнання і машини) — $ 188 млрд (Німеччина — 20,7 %; Бельгія та Люксембурґ — 10,6 %; Велика Британія — 9,7 %; США — 9,4 %; Франція — 7 %).
- Експорт (продукти харчування (особливо м'ясні і молочні), хімічні продукти, нафтопродукти, машини і транспортне обладнання) — $ 210 млрд (г. ч. Німеччина — 26 %; Бельгія та Люксембурґ — 12,8 %; Франція — 10,6 %; Велика Британія — 10,1 %; Італія — 5,8 %).

Нідерланди — невелика держава, однак її валовий національний продукт в абсолютному і відносному (на душу населення) вимірі свідчить, що Нідерланди — одна з найбагатших країн у світі, посідає 12-те місце серед країн, що входять в Організацію економічної співпраці і розвитку.
Сільськогосподарські товари: зерно, картопля, цукровий буряк, садовина, городина, худоба та птиця.
Промисловість: Сільськогосподарська промисловість, металеві вироби та машинобудування, електротовари, хімікати, нафтодобування, будівництво, мікроелектроніка, рибальство.
Експортує: Механізми, машини та прилади, хімікати, паливо, харчі.
Партнери: Німеччина 25 %, Бельгія 12,4 %, Велика Британія 10,1 %, Франція 9,9 %, Італія 6 %, США 4,3 % (2004)
Імпортує: Механізми, машини та транспортне обладнання, хімікати, паливо, харчі, одяг.
Партнери в імпорті: Німеччина 17,9 %, Бельгія 9,9 %, США 7,9 %, Китай 7,4 %, Велика Британія 6,4 %, Франція 4,8 % (2004)

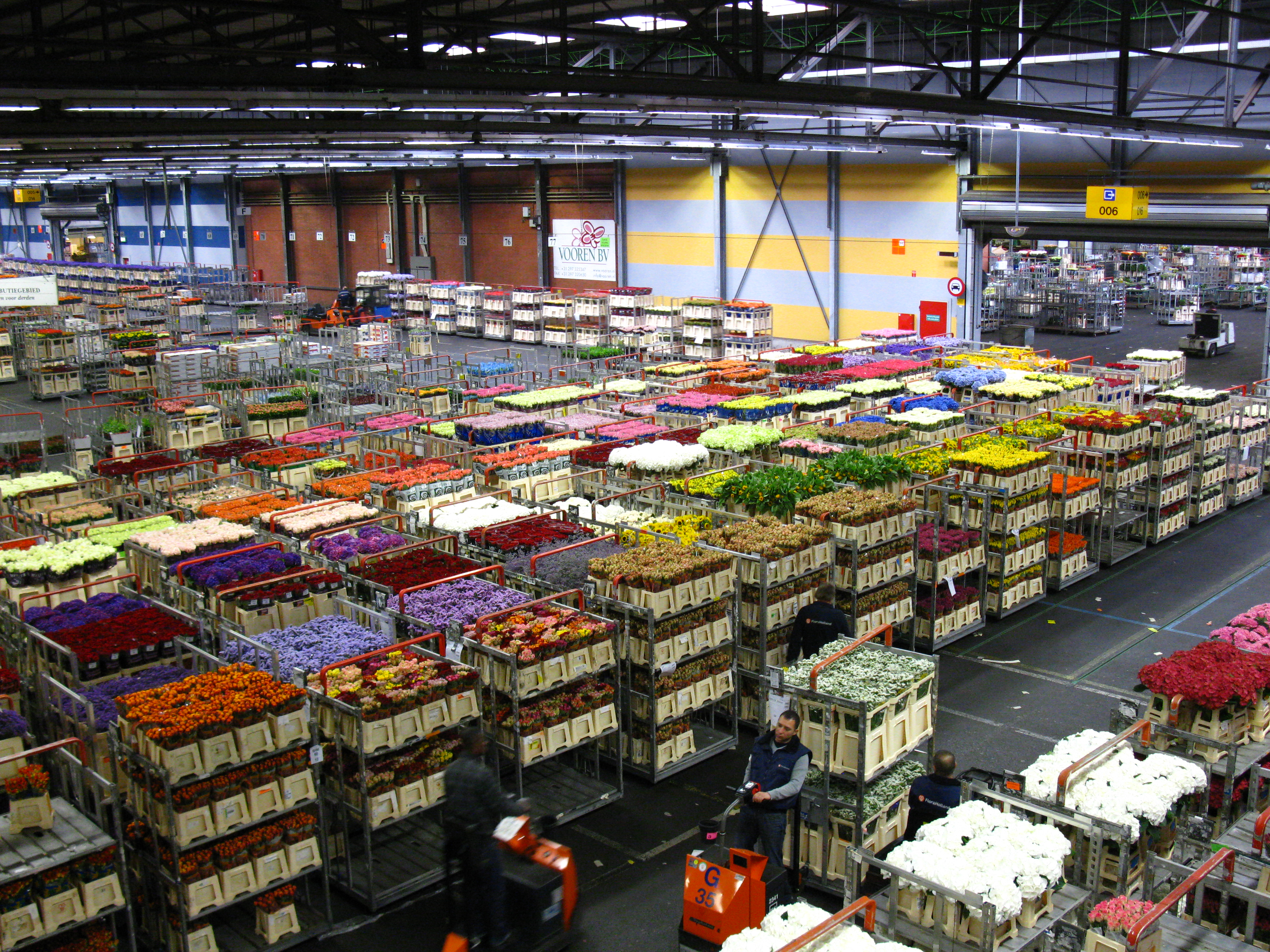
Всередині аукціона квітів
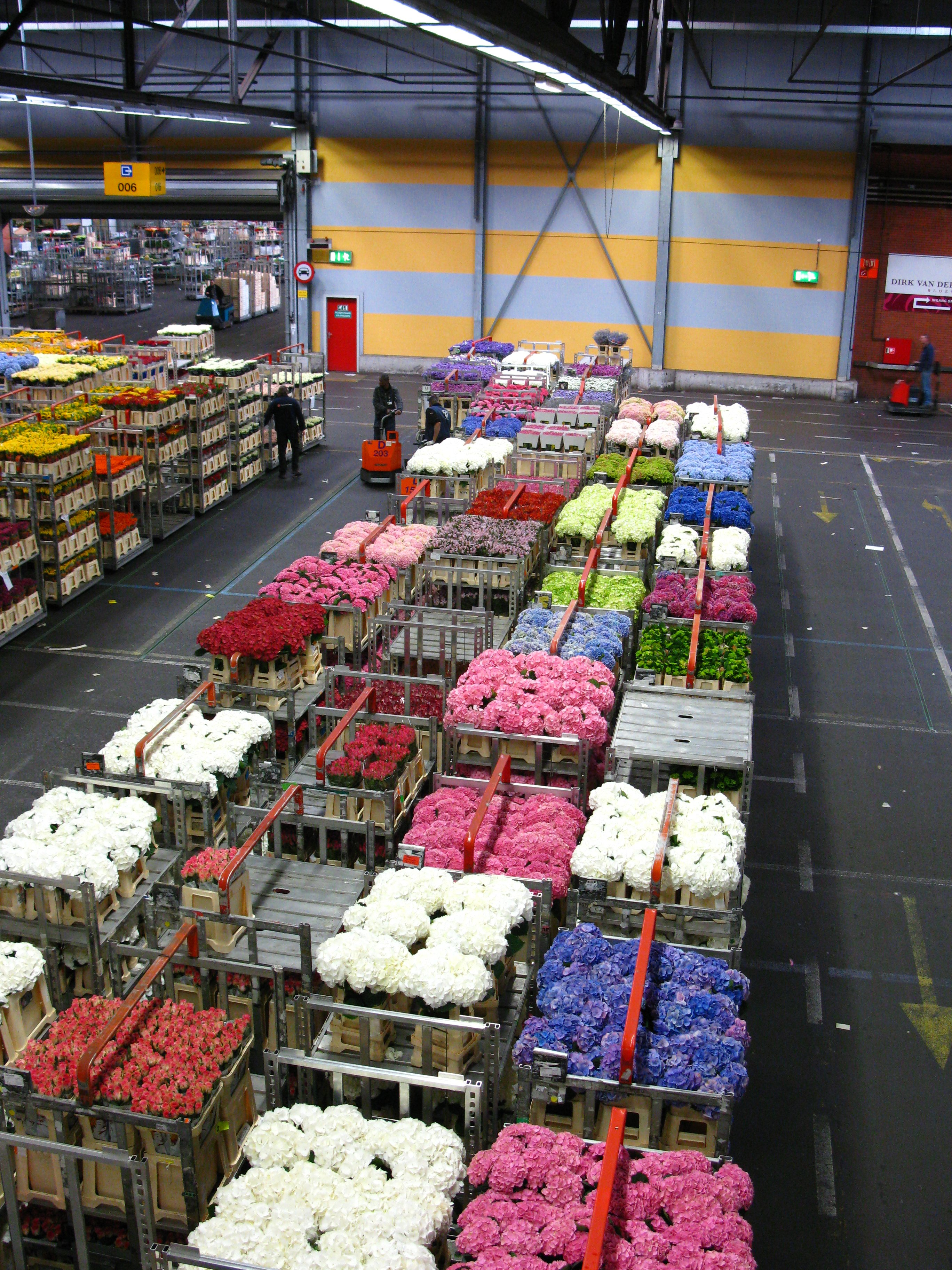
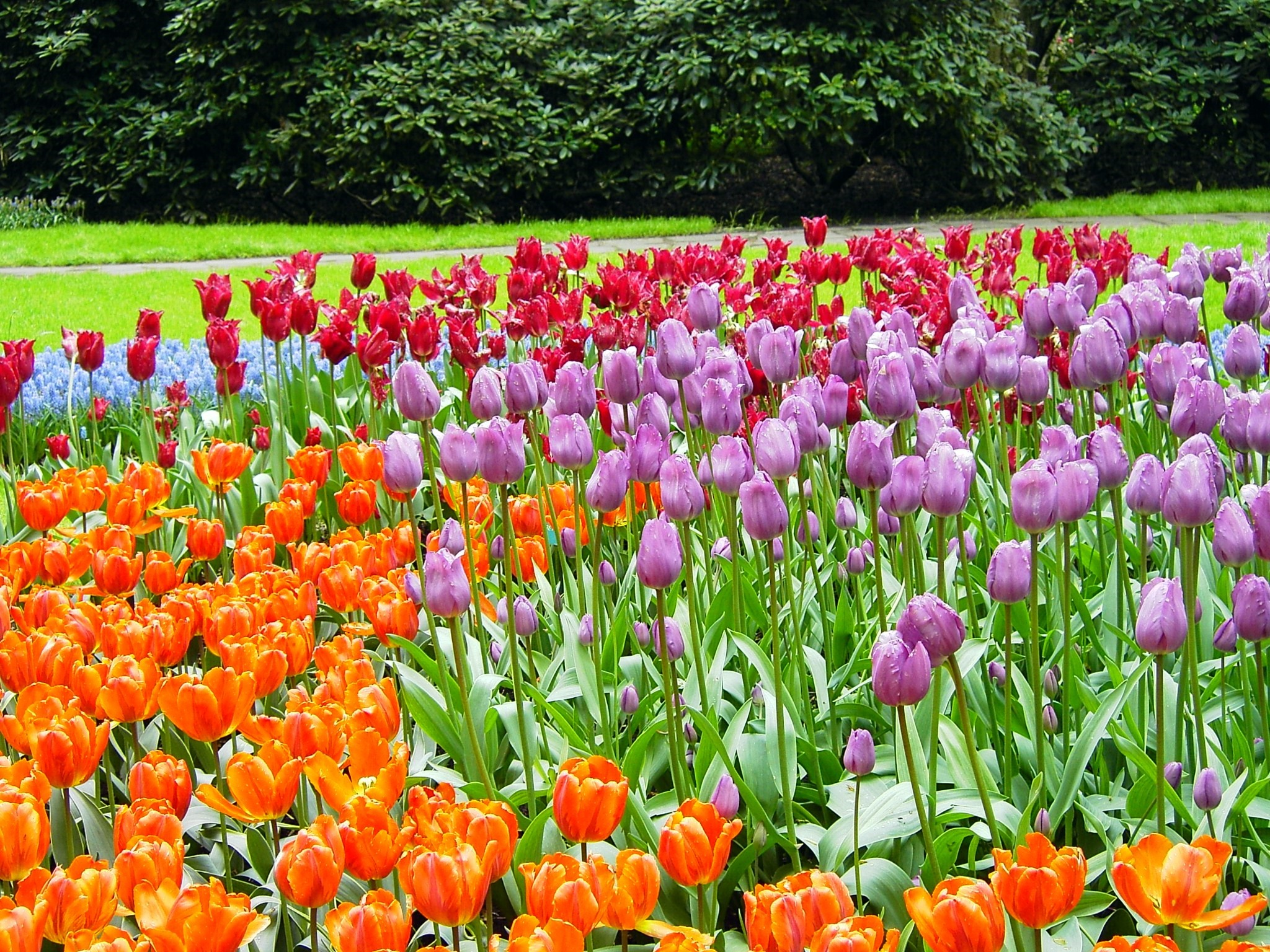
Кекенгоф — парк тюльпанів

Див. також: Корисні копалини Нідерландів, Історія освоєння мінеральних ресурсів Нідерландів, Гірнича промисловість Нідерландів.

## Культура

Рембрандт ван Рейн — один із найвідоміших художників світу

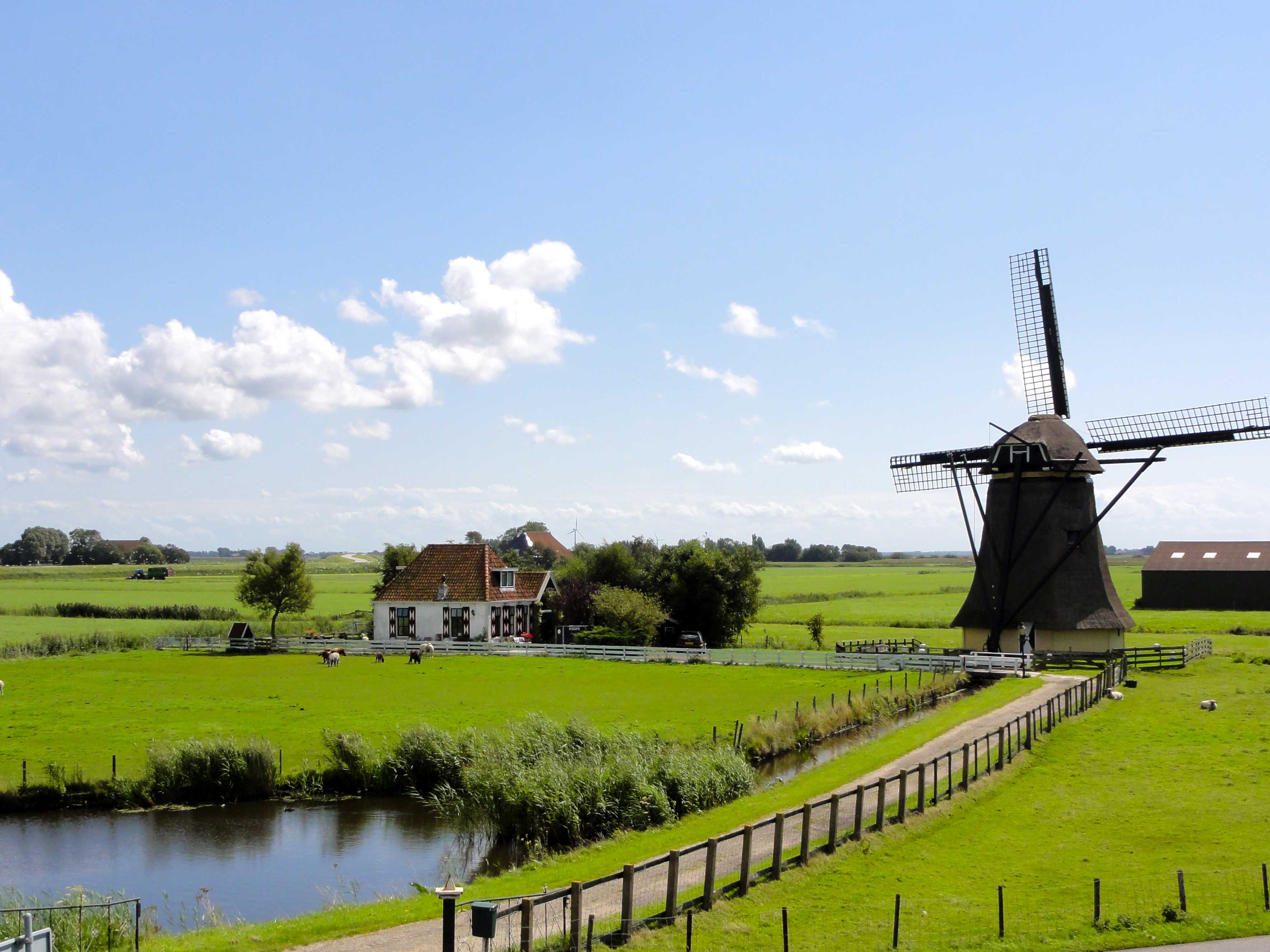
Фрисландія

З Нідерландами зазвичай асоціюються вітряні млини, тюльпани, дерев'яні черевики кломпи, вишуканий порцеляновий посуд із Делфта.
У Нідерландах працювало багато всесвітньо відомих художників. XVII століття, найвидатніша доба в живопису в Голланді, навіть отримала назву Золота доба голландського живопису. В цей період творили такі майстри, як Рембрандт, Ян Вермер, Ян Стен та багато інших. У XIX і XX століттях були знамениті Вінсент Ван Гог і Піт Мондріан. Мауріц Корнеліс Ешер відомий як художник-графік. Віллем де Конінг, відомий американський художник, навчався в Роттердамі. Нан ван Мейгерен прославився своїми підробками класичних картин.
У Нідерландах жили філософи Еразм Роттердамський і Спіноза, там були виконані всі основні роботи Декарта. Науковець Хрістіан Гюйгенс відкрив супутник Сатурна Титан і винайшов маятниковий годинник.

### Архітектура
Нідерланди відомі як країна, в якій від часів Ренесансу активно розвивались власні архітектурні школи — нідерландське (або північне) Відродження, нідерландський класицизм, нідерландський історичний стиль (по суті еклектична неоготика). По-справжньому модерною, новаторською і провідною в межах цілого світу стала архітектура Нідерландів у XX столітті — тут формувалися чільні мистецькі течії модернізму і конструктивізму, а вже по II Світовій війні — постмодернізму, деконструктивізму.

### Музика
У музичній культурі Нідерландів велике історичне значення має нідерландська школа — найбільша композиторська школа епохи Відродження, в якій викристалізувались поліфонічні жанри церковної і світської європейської музики. З XVIII століття нідерландська музика знаходиться переважно під впливом іноземних музичних культур. У сучасних Нідерландах діє Нідерландська опера, оркестри Консертгебау, філармонічний, радіо, та Резиденц-оркестр, консерваторії у Гаазі, Амстердамі, Роттердамі.

### Кінематограф
Найвідоміший кінорежисер Нідерландів — Пол Верговен, що зняв нідерландські фільми «Рахат-Лукум» і «Чорна книга», а також голлівудські блокбастери «Робот-поліцейський», «Пригадати все» і «Основний інстинкт». Сучасним відомим, зокрема і в Україні, нідерландським артхаусним кінорежисером є Йос Стеллінг. Серед акторів найвідоміший — Рутгер Гауер («Турецькі насолоди», «Солдат Оранських», «Той, що біжить по лезу бритви»), а серед акторок — Сільвія Крістель (серія еротичних французьких фільмів «Еммануель») і Фамке Янссен («Золоте око» і три фільми «Люди Ікс»).

### Кухня

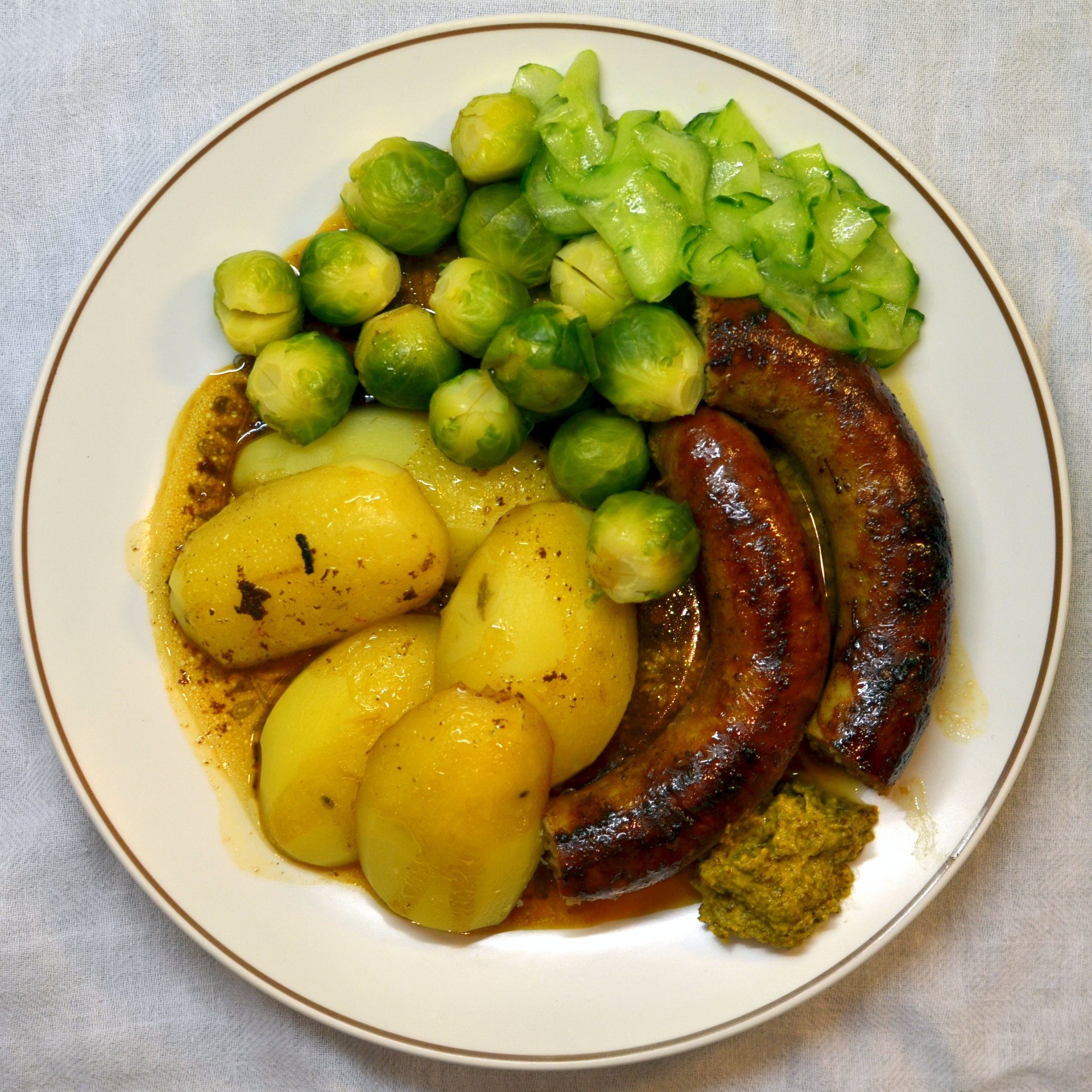
Проста голландська вечеря: брюссельська капуста, відварена картопля та ковбаса з соусом.

Традиційна нідерландська кухня рясніє рибними стравами, включаючи свіжий оселедець, оброблений і очищений особливим способом. У Нідерландах популярні супи, без них рідко обходиться яка-небудь вечеря у будні або обід у вихідні. Як основна страва фігурують різноманітні рагу: комбінації тушкованих овочів і м'яса із багатьма прянощами.
Національний напій нідерландців — ялівцева горілка, яку заведено пити стоячи у невеликих закладах із сільським інтер'єром.
Мешканці Нідерландів їдять п'ять разів на день: рано вранці — сніданок, об 11:00 обов'язкова перерва для кави, після полудня — обід, о 15:00—16:00 обов'язкова перерва для чаю і близько 18:00 — вечеря.